# Findabair
 (signalé en juin 2025).
Si vous disposez d'ouvrages ou d'articles de référence ou si vous connaissez des sites web de qualité traitant du thème abordé ici, merci de compléter l'article en donnant les références utiles à sa vérifiabilité et en les liant à la section « Notes et références ».
- Archive Wikiwix
- Bing
- Cairn
- DuckDuckGo
- E. Universalis
- Gallica
- Google
- G. Books
- G. News
- G. Scholar
- Persée
- Qwant
- (zh) Baidu
- (ru) Yandex
- (wd) trouver des œuvres sur Wikidata

Findabair ou Finnabair, dans la mythologie celtique irlandaise, est la fille des souverains du Connaught, la reine Medb et du roi Ailill. Son nom, qui signifie « blanc fantôme » ou « blanche fée », est étymologiquement apparenté à celui de Gwenhwyfar, appellation galloise de Guenièvre, l’épouse du roi Arthur.
Éprise de Fráech Mac Idath, ses parents réclament au prétendant le paiement d’une dot exorbitante et sa participation à la razzia des vaches de Cooley (Táin Bó Cúailnge), l’invasion du royaume d’Ulster. Fráech refuse de payer, les parents de Findabair tentent vainement de le faire disparaître dans un lac, habité par un monstre, avant finalement d’accepter l’union des amants. Lors de l’expédition guerrière en Ulster, Fráech meurt noyé au cours d’un combat singulier contre Cúchulainn.
Par la suite, Findabair sert d’enjeu dans les manipulations de sa mère. Elle est promise comme épouse à différents guerriers en échange de services. Quand, Rochad Mac Fathemain, un ancien amant de Findabair, vient prêter main-forte à Cúchulainn, elle est dépêchée pour passer la nuit avec lui et obtenir une trêve. Sa main est aussi proposée à Ferdiad, pour qu’il accepte d’affronter son ami Cúchulainn en combat singulier, lui seul ayant une chance face au héros d’Ulster.
Avant la fin de la bataille, apprenant que sa mère l’avait promise à dix rois du Munster pour qu’ils combattent les Ulates, elle meurt de honte.